# Révai Leó
Révai Leó, születési és 1880-ig használt nevén Rosenberg Leó (Eperjes, 1844. január 1. – Budapest, Erzsébetváros, 1907. március 24.) zsidó származású magyar könyvkiadó, Révai Sámuel könyvkiadó és Révai Lajos ügyvéd testvére.

## Élete
Rosenberg Ezékiel és Glück Rozália fia. Tanulmányait külföldön végezte, majd 1868-ban ő alapította Bécsben a Floh című humorisztikus lapot, amiért a hatóságokkal összeütközésbe került. 1869-ben Pesten telepedett le és nagy méretű antikváriumot nyitott. Emellett mint kiadó is jelentékeny volt: ő adta ki Jókai Mór, Mikszáth Kálmán, Kiss József, P. Szathmáry Károly, Degré Alajos, Vajda János és más magyar írók műveit. Bátyjával együtt megalapította a Révai Testvérek Könyvkiadóvállalatot és emellett az első tudományos antikváriumot, amely főleg a Hungarikák terén tűnt ki. Rosenberg családi nevét 1880-ban Révaira változtatta. 1885-ben kivált a cégből és ezentúl saját neve alatt antikváriumot működtetett.

## Családja
Felesége Modern Irén (1855–1901) volt, Modern Lipót és Oppenheim Betti lánya.
Gyermekei:
- Révai Pál Ede (1885–?) bankigazgató. Felesége Hertzka Alice (1897–?).
- Révai Károly György (1886–?). Felesége Tolnai Ernesztina (1895–?).
- Révai Béla (1888–1966). Felesége Szende Erzsébet (1896–?).